# سيرجيو كاتو
سيرجيو كاتو (بالبرتغالية: Sergio Kato‏) هو عارض وممثل برازيلي، ولد في 15 يوليو 1960 في Além Paraíba ‏ في البرازيل.

## أعمال

### أفلام
- (1985) قبلة المرأة العنكبوت
- (2011) الفنان
- (2015) تيرميناتور جنسايس[4][5][6][7]